# Política de Artsaj

Escudo de la República de Artsaj

La política de Artsaj se desarrolló dentro de las limitaciones de una constitución escrita, aprobada por votación popular, que reconoce tres poderes de gobierno: ejecutivo, legislativo y judicial.
El poder ejecutivo se ejercía en el marco de una república democrática representativa presidencial, en la que el presidente de Artsaj era a la vez Jefe de Estado y Jefe de Gobierno. El poder legislativo estaba compuesto por el Gobierno y la Asamblea Nacional. Las elecciones a la Asamblea Nacional se basaban en un sistema multipartidista. En 2009, la organización no gubernamental estadounidense Freedom House situaba a Artsaj por encima de Armenia y Azerbaiyán en cuanto a derechos políticos y civiles.La república era independiente de facto y parte de Azerbaiyán de iure. Ninguna de las elecciones celebradas en Artsaj fue reconocida por organismos internacionales como el Grupo de Minsk de la OSCE, la Unión Europea o la Organización de Cooperación Islámica. Tanto Azerbaiyán como Turquía condenaron las elecciones y las calificaron de fuente de mayores tensiones.
Tras la ofensiva azerbaiyana del 19 de septiembre de 2023, Artsaj acordó disolverse antes del 1 de enero de 2024, sin embargo, en lugar de disolverse, establecieron un gobierno en el exilio en Ereván, Armenia. Desde entonces, el primer ministro de Armenia, Nikol Pashinián, se ha opuesto duramente a la existencia del gobierno en el exilio en Armenia.

## Poder ejecutivo

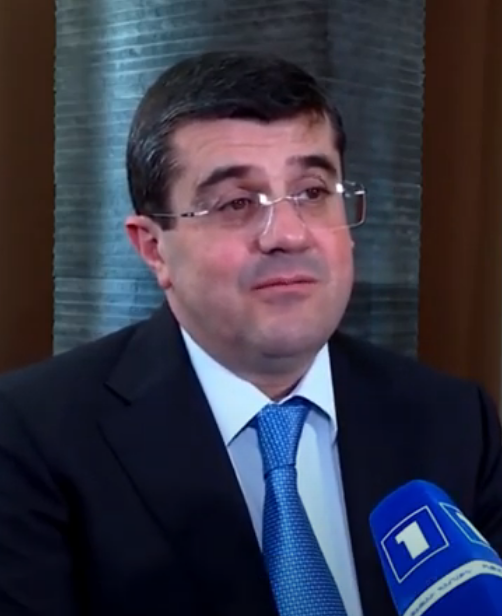
Arayik Harutyunyan, cuarto presidente de Artsaj.

El Presidente era elegido directamente por votación popular para un mandato de cinco años.

## Poder legislativo
La Asamblea Nacional (Azgayin Zhoghov) tenía 33 miembros elegidos para un mandato de cinco años por representación proporcional de listas de partidos. Artsaj tenía un sistema multipartidista, con numerosos partidos políticos en el que ningún partido tenía a menudo la posibilidad de acceder al poder en solitario, y los partidos tenían que colaborar entre sí para formar gobiernos de coalición.

## Poder judicial
Narine Narimanyan fue el último Presidente del Tribunal Supremo de la República de Artsaj.

## Partidos políticos
La región tenía un sistema multipartidista con numerosos partidos políticos, en el que ningún partido suele tener posibilidades de alcanzar el poder en solitario, y los partidos deben colaborar entre sí para formar gobiernos de coalición. Los siguientes partidos obtuvieron escaños en la Asamblea Nacional tras las elecciones generales de Artsaj del 31 de marzo de 2020 (un total de 33 escaños):
| Nombre | Nombre | Abreviatura | Alianza | Alianza                                                                           | Escaños (2020-) |
| ------ | --- | ----------- | ------- | --------------------------------------------------------------------------------- | --------------- |
|        | Patria libre Ազատ Հայրենիք Կուսակցություն Azat Hayrenik Kusaktsutyun                                               | FMP ԱՀԿ     |         | Alianza Patria Libre - ACU Ազատ Հայրենիք - ՔՄԴ դաշինք Azat Hayrenik - KMD Dashink | 16/33           |
|        | Partido Alianza Cívica Unida Քաղաքացիական Միացյալ Դաշինք Կուսակցություն Kaghakaciakan Miacyal Dashink Kusaktsutyun | UCA ՔՄԴ     |         | Alianza Patria Libre - ACU Ազատ Հայրենիք - ՔՄԴ դաշինք Azat Hayrenik - KMD Dashink | 16/33           |
|        | Patria Unida Միասնական Հայրենիք Կուսակցություն Miasnakan Hayrenik Kusaktsutyun                                     | UMP ՄՀԿ     |         | no                                                                                | 9/33            |
|        | Partido de la Justicia de Artsaj Արցախի Արդարություն Կուսակցություն Artsakhi Ardarutyun Kusaktsutyun               | JPA ԱԱԿ     |         | no                                                                                | 3/33            |
|        | Federación Revolucionaria Armenia Հայ Հեղափոխական Դաշնակցություն Hay Heghapokhakan Dashnaktsutyun                  | ARF ՀՅԴ     |         | no                                                                                | 3/33            |
|        | Partido Demócrata de Artsaj Արցախի ժողովրդավարական կուսակցություն Artsakhi Joghovrdavarakan Kusaktsutyun           | DPA ԱԺԿ     |         | no                                                                                | 2/33            |